# Für euch ist er kein Dimon
Für euch ist er kein Dimon (russisch Он вам не Димон) ist ein investigativer Dokumentarfilm über die Untersuchung der Stiftung gegen Korruption in Russland in Bezug auf den Immobilienbesitz von Dmitri Medwedew, dem bis 2020 amtierenden Ministerpräsidenten der Russischen Föderation.
Nominal gehören die fraglichen Immobilien Wohlfahrtsfonds und Organisationen ohne erkennbare Aktivität, die aber auf seine Bekannten und Vertrauten angemeldet sein sollen, einschließlich ehemaliger Kommilitonen.
Der Titel des Filmes stammt von Medwedews Pressesprecherin Natalia Timakowa; sie hatte sich über den „respektlosen“ Gebrauch der  Verkleinerungsform für den Premierminister empört und erklärt, für Russen sei Medwedew nicht „Dimon“, sondern der Premierminister. Als Erzähler im Film fungiert der Gründer der Stiftung gegen Korruption in Russland, Alexei Nawalny. Der Film wurde auf YouTube am 2. März 2017 veröffentlicht und mittlerweile 46.860.000 Mal angeschaut (Stand 19. Februar 2024).
Bereits früher war Nawalny dafür bekannt, dass er über Korruptionsschemata in Zusammenhang mit Immobilien von Medwedew berichtet hatte. Am 15. September 2016 hatte er einen Beitrag mit dem Titel Die sechs Meter hohen Zäune um das Landhaus von Dmitri Medwedew publiziert, worin er über Medwedjews Gutshof Milowka nahe Pljos berichtete. Schon damals wurde von ihm die Legalität des Erwerbs des Landhauses in Frage gestellt.
Nach der Publikation des Films hat die Stiftung gegen Korruption in Russland ein Schreiben an die Staatsanwaltschaft übermittelt mit der Forderung, ein Strafverfahren gegen Medwedew und den Milliardär Alischer Usmanow wegen Betrugs und Bestechung einzuleiten.

## Inhalt des Films
Der Film ist in zehn Kapitel untergliedert. Die Dauer jedes Kapitels beträgt ungefähr fünf Minuten.
1. Kapitel: „Dmitri Medwedew und seine Sportschuhe – Beginn der Untersuchung.“ In diesem Kapitel wird berichtet, dass Dmitri Medwedew sich Sportschuhe und Kleidung aus dem Internet auf die Lieferadresse eines Unternehmens bestellt habe, das von seinen engsten Vertrauten kontrolliert werde. Als Quelle dienten Informationen aus einem Hackerangriff auf seinen E-Mail-Server. Die Hacker aus der Gruppe Anonymous International haben sich dazu bekannt, den Angriff durchgeführt zu haben.
2. Kapitel: „Der Oligarch Alischer Usmanow verschenkt eine Villa auf Rubljowka“. Ein Bericht über den Gutshof in einem Villenviertel im Bezirk Snamenskoje, der an den Wohlfahrtsfonds „Dar“ (russ. für Schenkung) von Alischer Usmanow übergeben wurde.
3. Kapitel: „Der geheime Landsitz in den Bergen.“ In diesem Teil berichtet Nawalny über ein Landhaus mit einem Hubschrauberlandeplatz sowie Sauna- und Badelandschaft in Krasnaja Poljana, einem noblen Wintersportquartier unweit von Sotschi.
4. Kapitel: „Dmitri Medwedew lässt für sich und seine Familie einen Gutshof zusammen mit einem Agrarunternehmen errichten“. Dieses Kapitel berichtet über Medwedjews Landsitz im Dorf Mansurowo, dem Geburtsort seines Vaters.
5. Kapitel: „Ein Bericht darüber, wie Medwedjew den Weinanbau für sich entdeckt hat, über Weinproduktion und russische Weinlobby.“
6. Kapitel: Der Wohlfahrtsfonds „Dar“ erhält ein Schloss mitten in Sankt Petersburg mit einem Wert in Milliardenhöhe. Der ehemalige Sitz des Grafen Kuschelow-Besborodko mit einer Fläche von 6240 Quadratmetern wurde im Jahr 2009 für 740 Millionen Rubel an den 29-jährigen Philipp Polanski versteigert, einen ehemaligen Studenten von Medwedjews bestem Freund Ilja Jelisejew. Nach der Renovierung wurde das Schloss zu einem elitären Mehrfamilienhaus mit 29 Wohnungen umgebaut.
7. Kapitel: „Wo kommt das ganze Geld her?“ Ein Beitrag zu den Finanzquellen des Ministerpräsidenten.
8. Kapitel: Zwei Yachten, die bei Offshore-Firmen registriert sind und von denen Medwedew selber Bilder auf Instagram postet, werden in der Nähe von Medwedjews Landsitz gesichtet; die eine ist zweimal als einziges Schiff in der Sperrzone bei einem Feuerwerk anwesend.
9. Kapitel: Medwedjew kauft Weinfelder in der Toskana, Italien.
10. Kapitel: Kurzfassung und Schlussfolgerungen.

## Reaktionen
Die Pressesprecherin Natalja Timakowa lehnte es ab, die Vorwürfe zu kommentieren, mit der Begründung, dass es „eine bezahlte politische Kampagne“ sei, die persönlich gegen Dmitri Medwedew gerichtet sei.
Der Pressesprecher des Präsidenten Dmitri Peskow sagte, dass man im Kreml den Publikationen von Alexei Nawalny keinen hohen Wert beimesse.

Der Parteivorsitzende von Einiges Russland, Sergei Newerow, bat die Journalisten, sich kritisch mit der Thematik auseinanderzusetzen und sich mit der Verbreitung der „Pseudo-Enthüllungen“ zurückzuhalten.

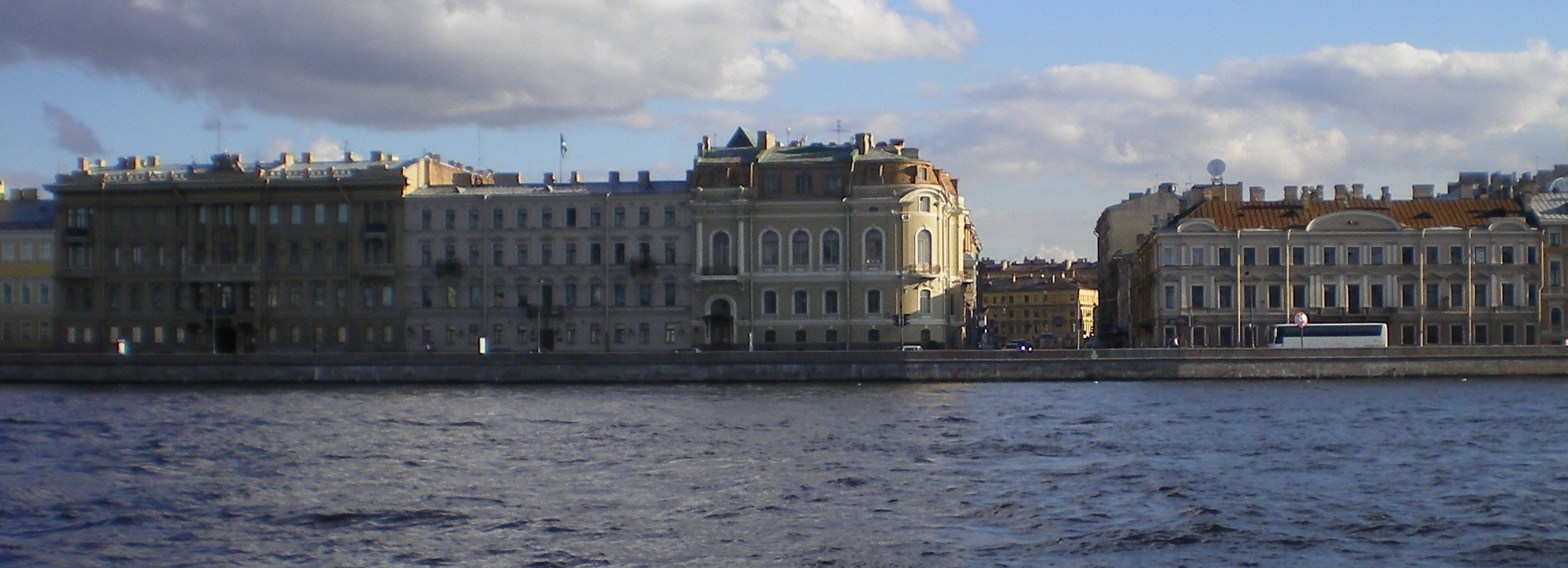
Der ehemalige Sitz des Grafen Kuschelow-Besborodko in St. Petersburg.

Der Vertreter von Gazprombank, Ilja Eliseew, der im Film als Medwedjews Vertrauensperson genannt wird, erklärte die Publikation zu einer Desinformationskampagne, die keine Beweiskraft in sich trage.
Der Generaldirektor des Agrarunternehmens „Seim-Agro“, Andrej Medwedjew, der im Film als Cousin von Dmitrij Medwedjew bezeichnet wird, lehnte es ab, sich zum Thema Verwandtschaft mit dem Ministerpräsidenten zu äußern.
Viele Journalisten kritisieren das Verschweigen dieses Themas auf staatlichen Sendern sowie das Fehlen einer Reaktion auf die Vorwürfe seitens der Regierung. Stattdessen werde die politische Methode argumentum ad hominem angewandt, indem persönliche Umstände des Anklägers angefochten würden, anstatt sich sachlich mit der Fragestellung auseinanderzusetzen.
Am 12. April 2017 reichte Alischer Usmanow eine Verleumdungsklage gegen Nawalny und seine Anti-Korruptionsstiftung FBK ein.

## Öffentliche Diskussion

### Publikation des Films
Der Film wurde am 2. März 2017 auf YouTube veröffentlicht und hatte innerhalb eines Tages über 1,5 Millionen Aufrufe zu vermelden. Die Anzahl der Aufrufe wuchs linear, sodass am nächsten Tag bereits über 3 Millionen, am Tag darauf 4,5 Millionen und am 5. März 5,5 Millionen Zuschauer den Film gesehen hatten.

### Reaktion der Massenmedien
Mit ausführlichen Berichten haben die russische Internet-Nachrichtenportale RBK und Wedomosti sowie eine Reihe weiterer russischer Massenmedien zur Verbreitung der Publikation beigetragen.
Die Publikation des Films hat auch für eine heftige Reaktion im Ausland gesorgt. Unter anderem wurden Artikel bei der Deutschen Welle, der niederländischen de Volkskrant, der britischen The Telegraph und Sky News, der amerikanischen The New York Times und Associated Press, der finnischen Helsingin Sanomat und in vielen anderen Zeitungen veröffentlicht.
Die Nachrichtenagentur Rambler News Service hat Kontakt mit der Vorstandsvorsitzenden des in Italien registrierten Unternehmens Fattoria della Aiola aufgenommen, um die Frage über die Weinfelder in der Toskana zu klären. Als Antwort erhielt man eine Zurückweisung jeglicher Verbindung zu Dmitri Medwedew.